# Nieuw Taipei
Nieuw Taipei of Xinbei (Chinees: 新北; pinyin: Xīnběi) is een stad en stadsprovincie in Taiwan. De stad Taipei maakt overigens geen deel uit van de stad. Bij de volkstelling van 2020 had Nieuw Taipei 4,4 miljoen inwoners op een oppervlakte van 2.053 km². De agglomeratie ’Greater Taipei Area’ telt 9,8 miljoen inwoners.

## Galerij

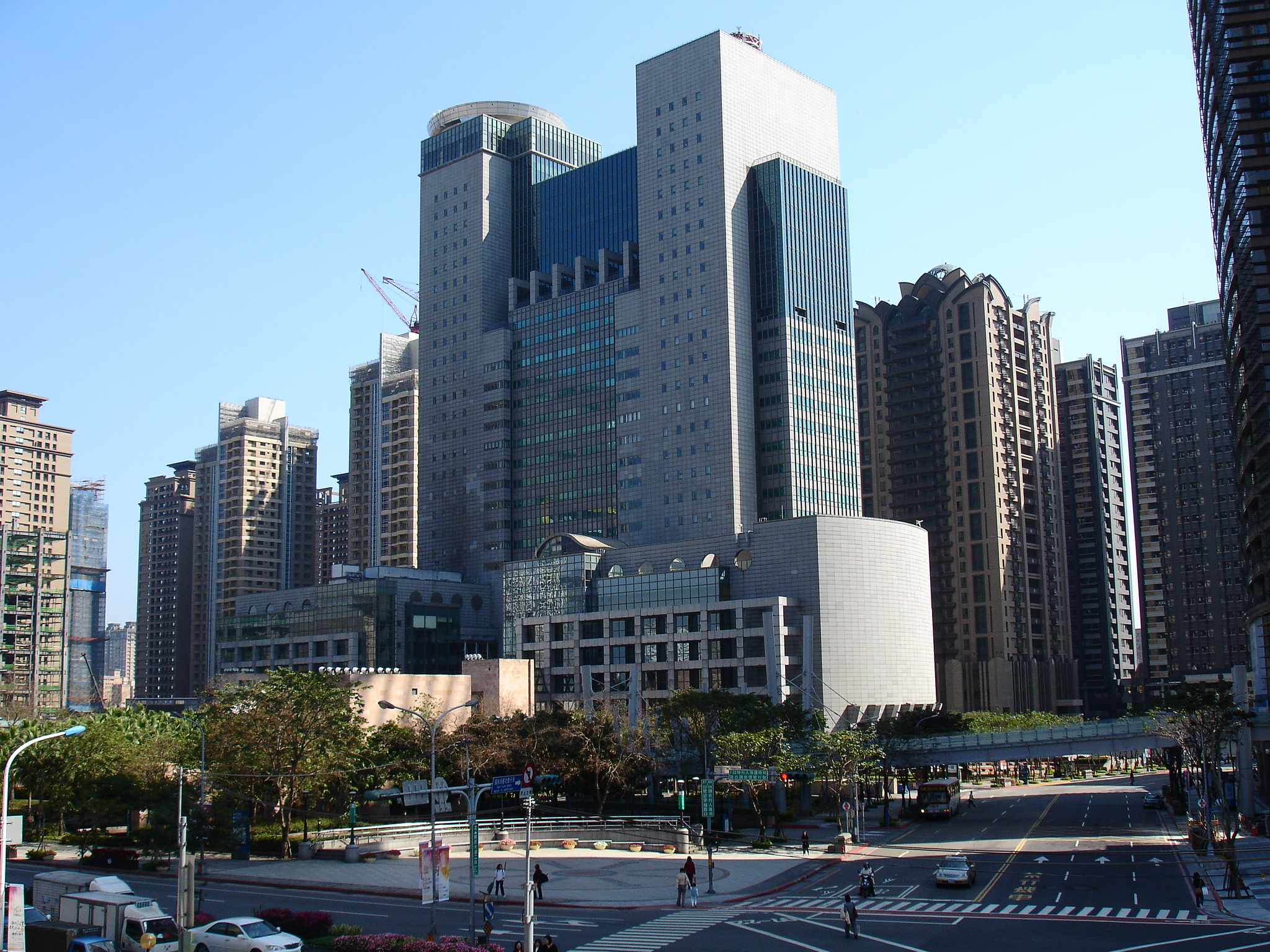